# Милошеваць (Барилович)
45°16′ пн. ш. 15°28′ сх. д. / 45.27° пн. ш. 15.46° сх. д.
Милошеваць (хорв. Miloševac) — населений пункт у Хорватії, у Карловацькій жупанії у складі громади Барилович.

## Населення
Населення за даними перепису 2011 року становило 3 осіб.
Динаміка чисельності населення поселення: